# Arcytophyllum setosum
Arcytophyllum setosum là một loài thực vật có hoa trong họ Thiến thảo. Loài này được (Ruiz & Pav.) Schltdl. mô tả khoa học đầu tiên năm 1857.